# Be Here Now Tour
Be Here Now tour è un tour musicale del gruppo musicale Oasis, svoltosi dal giugno 1997 al marzo 1998 per promuovere il disco Be Here Now. 
Il tour, che ha attraversato Regno Unito, Europa, Nord America, Asia, Oceania e America Latina, ha incluso 85 spettacoli in un periodo di diversi mesi, con inizio il 14 giugno 1997 a sostegno degli U2 al KROQ Weenie Roast di Irvine, negli Stati Uniti d'America, e fine il 25 marzo 1998 al Palacio de los Deportes di Città del Messico. Dato che la maggior parte degli spettacoli si svolgevano durante i mesi autunnali e invernali, la maggior parte dei concerti venivano organizzati in arene e sale al coperto, in contrasto con i luoghi all'aperto più grandi tipicamente presenti nei tour estivi degli Oasis.
Molte esibizioni sono state registrate sotto forma di bootleg da partecipanti ai concerti e da allora sono state rese disponibili su vari punti di condivisione di file e siti web di fan. Alcune esibizioni sono state trasmesse anche da vari canali televisivi in tutto il mondo, incluso il concerto del 14 dicembre al G-MEX Centre di Manchester, in Inghilterra.
Alimentati dalla celebrità mondiale di cui godeva la band e dall'uso di droghe, il tour e l'album corrispondente si caratterizzarono per la quantità di eccessi e di spettacolo che offrivano. Di conseguenza Noel Gallagher decise di disintossicarsi dalle droghe alla fine del 1998. In merito al tour dichiarò: "Non sto scherzando, c'era un ragazzo del suono che se ne andò perché c'era troppo cibo ... e ho pensato: certo, che non sia la fottuta coca che ho preso".
Quando il tour giunse al termine, il giudizio della critica sull'album, inizialmente entusiastico ed estremamente positivo, si articolò secondo recensioni poco benevole, con molti critici che affermavano che l'album, al di sotto della media della band, era debole rispetto ai primi due dischi del gruppo. Gli Oasis riuscirono, tuttavia, a mantenere un ampio seguito di culto in molti paesi come Argentina, Brasile, Perù, Russia, Italia, Spagna, Corea del Sud e Giappone, dove la loro personalità pubblica si rafforzò ancora di più nel decennio successivo. 
Questo fu l'ultimo tour mondiale della band con il chitarrista ritmico e tastierista Paul "Bonehead" Arthurs e il bassista Paul "Guigsy" McGuigan, poiché entrambi lasciarono la band nel 1999.

## Scenografia e svolgimento
Gli Oasis avevano allestito per il tour un palco unico a tema album, con oggetti di scena e scenografie per la prima volta nella loro carriera. In varie tappe del tour sul palco figuravano anche una Rolls-Royce attrezzata con luci di scena, una cabina telefonica di grandi dimensioni e altri oggetti raffigurati sulla copertina dell'album Be Here Now.
All'inizio di molte esibizioni un uomo vestito con un abito su misura e un cappello a cilindro appariva sul palco per eccitare la folla, invitandola a urlare e applaudire, mentre il loop di pianoforte di apertura della canzone Be Here Now veniva riprodotto dagli altoparlanti, dando inizio al concerto. La band entrava, dunque, sul palco attraverso una grande porta nella cabina telefonica di scena, che fungeva anche da ingresso al backstage. Man mano che il tour procedeva, diversi spettacoli presentavano diversi tipi e numeri di scene, sebbene l'introduzione con il brano Be Here Now rimanesse una costante per tutta la durata delle esibizioni.

## Formazione
- Liam Gallagher – voce
- Noel Gallagher – chitarra solista
- Paul "Bonehead" Arthurs – chitarra ritmica
- Paul "Guigsy" McGuigan – basso
- Alan White – batteria

### Altri musicisti
- Mikey Rowe - tastiera

## Scaletta
Questa scaletta è rappresentativa della performance del 14 dicembre 1997 alla GMEX Arena di Manchester. Non rappresenta la scaletta di tutti i concerti per tutta la durata del tour.
1. Be Here Now
2. Stay Young
3. Stand by Me
4. Supersonic
5. Some Might Say
6. Roll with It
7. D'You Know What I Mean?
8. Don't Look Back in Anger
9. Don't Go Away
10. Wonderwall
11. Live Forever
12. It's Gettin' Better (Man!!)
13. All Around The World
14. Fade In-Out
15. Champagne Supernova
16. Cigarettes & Alcohol
17. Acquiesce

Altre canzoni eseguite:
- Morning Glory
- Cast No Shadow
- Magic Pie"
- My Big Mouth
- The Girl In A Dirty Shirt
- Shakermaker
- Heroes (cover David Bowie)
- Whatever
- To Be Someone"
- Talk Tonight
- Half The World Away
- Slide Away
- Help! (cover Beatles)
- Setting Sun
- I Am The Walrus (cover Beatles)

## Date
| Data              | Paese         | Città                     | Sede                                          |
| ----------------- | ------------- | ------------------------- | --------------------------------------------- |
| 14 giugno 1997    | Stati Uniti   | Irvine (California)       | KROQ Weenie Roast                             |
| 18 giugno 1997    | Stati Uniti   | Oakland                   | Oakland Coliseum                              |
| 19 giugno 1997    | Stati Uniti   | Oakland                   | Oakland Coliseum                              |
| 8 settembre 1997  | Norvegia      | Oslo                      | Oslo Spektrum                                 |
| 9 settembre 1997  | Svezia        | Stoccolma                 | Globe Arena                                   |
| 10 settembre 1997 | Danimarca     | Copenaghen                | Forum                                         |
| 13 settembre 1997 | Regno Unito   | Exeter                    | Westpoint Arena                               |
| 14 settembre 1997 | Regno Unito   | Exeter                    | Westpoint Arena                               |
| 16 settembre 1997 | Regno Unito   | Newcastle                 | Newcastle Arena                               |
| 17 settembre 1997 | Regno Unito   | Newcastle                 | Newcastle Arena                               |
| 19 settembre 1997 | Regno Unito   | Aberdeen                  | Aberdeen Exhibition and Conference Centre     |
| 20 settembre 1997 | Regno Unito   | Aberdeen                  | Aberdeen Exhibition and Conference Centre     |
| 22 settembre 1997 | Regno Unito   | Sheffield                 | Sheffield Arena                               |
| 23 settembre 1997 | Regno Unito   | Sheffield                 | Sheffield Arena                               |
| 25 settembre 1997 | Regno Unito   | Londra                    | Earls Court Exhibition Centre                 |
| 26 settembre 1997 | Regno Unito   | Londra                    | Earls Court Exhibition Centre                 |
| 27 settembre 1997 | Regno Unito   | Londra                    | Earls Court Exhibition Centre                 |
| 29 settembre 1997 | Regno Unito   | Birmingham                | National Indoor Arena                         |
| 30 settembre 1997 | Regno Unito   | Birmingham                | National Indoor Arena                         |
| 7 ottobre 1997    | Stati Uniti   | New York                  | Hammerstein Ballroom                          |
| 8 ottobre 1997    | Stati Uniti   | New York                  | Hammerstein Ballroom                          |
| 22 ottobre 1997   | Germania      | Berlino                   | Deutschlandhalle                              |
| 3 novembre 1997   | Francia       | Lilla                     | Le Zenith                                     |
| 8 novembre 1997   | Spagna        | Saragozza                 | Pabellón Príncipe Felipe                      |
| 10 novembre 1997  | Spagna        | Madrid                    | Palacio de Deportes de la Comunidad de Madrid |
| 11 novembre 1997  | Spagna        | Barcellona                | Palau Sant Jordi                              |
| 13 novembre 1997  | Svizzera      | Ginevra                   | SEG Geneva Arena                              |
| 15 novembre 1997  | Italia        | Bologna                   | Pala Malaguti                                 |
| 16 novembre 1997  | Italia        | Milano                    | Mediolanum Forum                              |
| 17 novembre 1997  | Italia        | Milano                    | Mediolanum Forum                              |
| 19 novembre 1997  | Germania      | Monaco di Baviera         | Olympiahalle                                  |
| 21 novembre 1997  | Rep. Ceca     | Praga                     | Hala Sportovni                                |
| 22 novembre 1997  | Germania      | Francoforte sul Meno      | Festhalle                                     |
| 24 novembre 1997  | Germania      | Hannover                  | Messehalle                                    |
| 25 novembre 1997  | Germania      | Francoforte sul Meno      | Festhalle                                     |
| 26 novembre 1997  | Regno Unito   | Londra                    | Earls Court Exhibition Centre                 |
| 27 novembre 1997  | Paesi Bassi   | Den Bosch                 | Brabanthallen                                 |
| 28 novembre 1997  | Germania      | Oberhausen                | König Pilsener Arena                          |
| 3 dicembre 1997   | Irlanda       | Dublino                   | The Point Depot                               |
| 4 dicembre 1997   | Irlanda       | Dublino                   | The O2 (Dublino)The Point                     |
| 5 dicembre 1997   | Irlanda       | Dublino                   | The O2 (Dublino)The Point                     |
| 7 dicembre 1997   | Regno Unito   | Glasgow                   | Scottish Exhibition and Conference Centre     |
| 8 dicembre 1997   | Regno Unito   | Glasgow                   | Scottish Exhibition and Conference Centre     |
| 10 dicembre 1997  | Regno Unito   | Cardiff                   | Cardiff International Arena                   |
| 11 dicembre 1997  | Regno Unito   | Cardiff                   | Cardiff International Arena                   |
| 13 dicembre 1997  | Regno Unito   | Manchester                | G-MEX Centre                                  |
| 14 dicembre 1997  | Regno Unito   | Manchester                | G-MEX Centre                                  |
| 16 dicembre 1997  | Regno Unito   | Londra                    | The Water Rats                                |
| 17 dicembre 1997  | Regno Unito   | Londra                    | Wembley Stadium                               |
| 18 dicembre 1997  | Regno Unito   | Londra                    | Wembley Stadium                               |
| 8 gennaio 1998    | Stati Uniti   | Filadelfia                | Sony Music Entertainment Centre               |
| 9 gennaio 1998    | Stati Uniti   | Washington                | Patriot Center                                |
| 10 gennaio 1998   | Stati Uniti   | Pittsburgh                | A. J. Palumbo Center                          |
| 12 gennaio 1998   | Stati Uniti   | East Rutherford           | Continental Airlines Arena                    |
| 15 gennaio 1998   | Canada        | Toronto                   | Maple Leaf Gardens                            |
| 17 gennaio 1998   | Stati Uniti   | Chicago                   | Rosemont Horizon                              |
| 18 gennaio 1998   | Stati Uniti   | Minneapolis               | Northrop Auditorium                           |
| 23 gennaio 1998   | Canada        | Vancouver                 | General Motors Place                          |
| 24 gennaio 1998   | Stati Uniti   | Seattle                   | Seattle Center Arena                          |
| 26 gennaio 1998   | Stati Uniti   | San Francisco             | Bill Graham Civic Auditorium                  |
| 27 gennaio 1998   | Stati Uniti   | Los Angeles (California)  | Universal Amphitheater                        |
| 28 gennaio 1998   | Stati Uniti   | Los Angeles (California)  | Universal Amphitheater                        |
| 31 gennaio 1998   | Stati Uniti   | Dallas (Texas)            | Bronco Bowl Auditorium                        |
| 1º febbraio 1998  | Stati Uniti   | Houston (Texas)           | Bayou Music Center                            |
| 5 febbraio 1998   | Stati Uniti   | West Palm Beach (Florida) | West Palm Beach Auditorium                    |
| 6 febbraio 1998   | Stati Uniti   | Orlando (Florida)         | UCF Arena                                     |
| 8 febbraio 1998   | Stati Uniti   | Atlanta (Georgia)         | Fox Theatre                                   |
| 18 febbraio 1998  | Giappone      | Tokyo                     | Nippon Budokan                                |
| 19 febbraio 1998  | Giappone      | Tokyo                     | Nippon Budokan                                |
| 20 febbraio 1998  | Giappone      | Tokyo                     | Nippon Budokan                                |
| 22 febbraio 1998  | Cina          | Hong Kong                 | Hong Kong Convention and Exhibition Centre    |
| 26 febbraio 1998  | Australia     | Perth                     | Perth Entertainment Centre                    |
| 28 febbraio 1998  | Australia     | Adelaide                  | Adelaide Entertainment Centre                 |
| 1º marzo 1998     | Australia     | Melbourne                 | Melbourne Sports and Entertainment Centre     |
| 3 marzo 1998      | Australia     | Sydney                    | Sydney Entertainment Centre                   |
| 6 marzo 1998      | Australia     | Brisbane                  | Brisbane Entertainment Centre                 |
| 9 marzo 1998      | Nuova Zelanda | Auckland                  | Carter Holt Pavilion                          |
| 10 marzo 1998     | Nuova Zelanda | Wellington                | Queens Wharf Events Centre                    |
| 14 marzo 1998     | Cile          | Santiago del Cile         | Stadio San Carlos de Apoquindo                |
| 17 marzo 1998     | Argentina     | Buenos Aires              | Luna Park                                     |
| 18 marzo 1998     | Argentina     | Buenos Aires              | Luna Park                                     |
| 20 marzo 1998     | Brasile       | Rio de Janeiro            | Metropolitan                                  |
| 21 marzo 1998     | Brasile       | San Paolo                 | Pólo de Arte e Cultura do Anhembi             |
| 24 marzo 1998     | Messico       | Città del Messico         | Palacio de los Deportes                       |
| 25 marzo 1998     | Messico       | Città del Messico         | Palacio de los Deportes                       |